# Can Comelles (Alella)
Can Comelles és un edifici d'Alella (Maresme) protegit com a Bé Cultural d'Interès Local.

## Descripció
Es tracta d'un edifici civil de planta rectangular a la que s'adossen porxos als laterals i al darrere, tant a la planta baixa com al primer pis. Al conjunt destaca la torre quadrada coberta per una teulada de quatre vessants i situada a la part central, així com una altra torre de més petites dimensions situada en un angle, possiblement posterior.
Totes les façanes estan coronades per un frontó central semicircular i estan decorades per esgrafiats de garlandes i motius vegetals.
Consta d'una planta baixa i dos pisos.
Existeix un ampli jardí circumdant.

## Història
Can Sopa o Can Comellas correspon a l'antic Mas Canya,as del segle xiv, que fou enderrocat més tard. També ocupava part del Mas Arbúcies fins que fou adquirit l'any 1624 per Pau Bonadona.